# 殺害女性

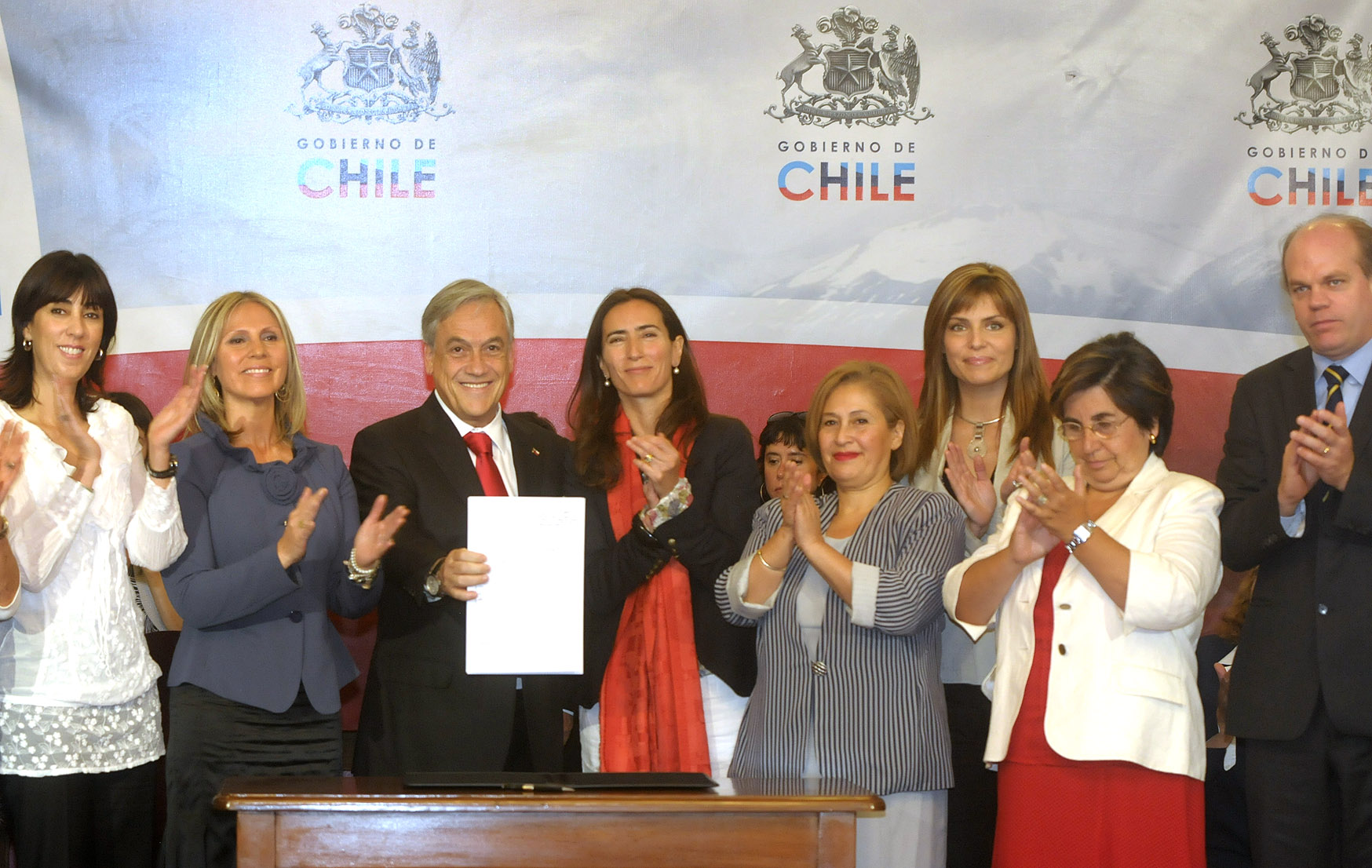
智利在2010年針對殺害女性議題，訂定相關法律

殺害女性（Femicide）是指針對女性的仇恨犯罪，廣泛的定義是：「因為被害人為女性（成年女性或女孩），而蓄意殺害。」，不過在文化意涵上可能有不同的定義。女性主義作者Diana E. H. Russell是第一個在現代定義及傳播此一詞語的人。她在1976年的定義是「男性殺害女性，原因只因為被害人是女性。」。有關人則認為也要將女性因類似原因殺害女性的情形列入。
常常會出現的問題是：是否有必要專門將針對女性的謀殺特別獨立成為一類。十個女性中，有三個在其一生中有受到親密伴侶的暴力，估計有13.5%的謀殺是和親密伴侶有關，而且有這類的殺人案有顯著性別上的差異。反對者表示因為80%的謀害被害者都是男性，上述的分類太過偏重女性，較少成為謀害被害者的性別。不過在女性被害者的謀殺案中，有40%是因為其伴侶所造成，而在男性被害者的謀殺案中，只有6%是因為其伴侶所造成。此外，有關殺害女性的研究在社會上是項挑戰。
另一個相關的詞語是性别灭绝，這個詞語更廣泛，不過有關女性主義者認為此詞語迴避了受害者是女性的禁忌議題。女性主義者也認為殺害女性的動機和殺害男性有很大的不同。一般的謀殺屬於街頭暴力，但大部份殺害女性的場景是在家中，也就是家庭暴力。

## 外部連結
- "Female Genocide in India" in Intersections: Gender and Sexuality in Asia and the Pacific Issue 22, October 2009 （页面存档备份，存于）